# William Mapother
William Reibert Mapother Jr. (Louisville, 17 aprile 1965) è un attore statunitense, noto per il ruolo di Ethan Rom nella serie TV Lost.

## Biografia
Nato a Louisville nel Kentucky, figlio di Louisa e William Reibert Mapother Sr., nonché cugino dell'attore Tom Cruise (i loro padri erano fratelli). Il padre morì nel 2006 per un tumore ai polmoni.
Dopo essersi laureato alla University of Notre Dame, ottiene il primo ruolo nel film Nato il quattro luglio, film in cui recitava il famoso cugino. In seguito è apparso in molti altri film in cui recitava il famoso cugino, come Magnolia, Vanilla Sky e Minority Report, ma anche Quasi famosi, In the Bedroom e Codice: Swordfish.
Tra gli altri film a cui ha preso parte vi sono The Grudge, Lords of Dogtown e World Trade Center. 
Acquista una certa popolarità grazie al ruolo del malvagio Ethan Rom nella serie di successo Lost.
Ha prestato i movimenti del corpo con la motion capture nel videogioco Hitman: Absolution (2012) al personaggio protagonista, Agente 47, e ha anche prestato la voce a 47 finché non è stato richiamato come doppiatore il veterano della serie, David Bateson.
Come il cugino è membro della Chiesa di Scientology (dal 1989).

## Filmografia

### Cinema
- Nato il quattro luglio (Born on the Fourth of July), regia di Oliver Stone (1989)
- Without Limits, regia di Robert Towne (1998)
- Magnolia, regia di Paul Thomas Anderson (1999)
- Mission: Impossible 2, regia di John Woo (2000)
- Quasi famosi (Almost Famous), regia di Cameron Crowe (2000)
- In the Bedroom, regia di Todd Field (2001)
- Codice: Swordfish (Swordfish), regia di Dominic Sena (2001)
- Vanilla Sky, regia di Cameron Crowe (2001)
- Minority Report, regia di Steven Spielberg (2002)
- The Kiss, regia di Gorman Bechard (2003)
- Suspect Zero, regia di E. Elias Merhige (2004)
- The Grudge, regia di Takashi Shimizu (2004)
- Lords of Dogtown, regia di Catherine Hardwicke (2004)
- The Zodiac (2005)
- World Trade Center, regia di Oliver Stone (2006)
- Moving McAllister (2007)
- Another Earth, regia di Mike Cahill (2011)
- Static, regia di Todd Levin (2012)
- In fuga per amore (Escape from Polygamy), regia di Rachel Goldenberg (2013)
- I Origins, regia di Mike Cahill (2014)
- Blackhat, regia di Michael Mann (2015)
- The Atticus Institute, regia di Chris Sparling (2015)

### Televisione
- CSI - Scena del crimine (CSI: Crime Scene Investigation) – serie TV, 1 episodio (2002)
- Law & Order - Unità vittime speciali (Law & Order: Special Victims Unit) – serie TV, 1 episodio (2003)
- Il tocco di un angelo (Touched by an Angel) – serie TV, 2 episodi (2003)
- Line of Fire – serie TV, 2 episodi (2004)
- CSI: Miami – serie TV, 1 episodio (2004)
- NCIS - Unità anticrimine (NCIS) – serie TV, episodio 2x01 (2004)
- Lost – serie TV, 11 episodi (2004-2010)
- Crossing Jordan – serie TV, 1 episodio (2005)
- Lost: Missing Pieces – serie TV, 1 episodio (2008) – non accreditato
- Criminal Minds – serie TV, 1 episodio (2008)
- Prison Break – serie TV, 2 episodi (2009)
- Human Target – serie TV, 1 episodio (2010)
- Febbre d'amore (The Young and the Restless) – soap opera, 1 puntata (2010)
- Law & Order: Criminal Intent – serie TV, 1 episodio (2010)
- The Mentalist – serie TV, 4 episodi (2011-2015)
- Justified – serie TV, 2 episodi (2012)
- Burn Notice - Duro a morire (Burn Notice) – serie TV, 1 episodio (2012)
- American Horror Story – serie TV, 1 episodio (2012)
- Ro – serie TV, 6 episodi (2012)
- Drew Peterson: l'amore fa impazzire (Drew Peterson: Untouchable), regia di Mikael Salomon – film TV (2012)
- Mad Men – serie TV, 1 episodio (2013)
- Castle – serie TV, episodio 6x09 (2013)
- Hawaii Five-0 – serie TV, 1 episodio (2014)
- Constantine – serie TV, 1 episodio (2015)
- Minority Report – serie TV, 1 episodio (2015)
- Grimm – serie TV, 1 episodio (2015)
- Supergirl – serie TV, 1 episodio (2016)
- MacGyver – serie TV, 1 episodio (2017)

## Doppiatori italiani
Nelle versioni in italiano delle opere in cui ha recitato, William Mapother è stato doppiato da:
- Roberto Certomà in World Trade Center, Another Earth, I Origins, 9-1-1: Lone Star
- Sergio Lucchetti in Castle, The Mentalist, Supergirl
- Massimo Bitossi in Law & Order - Unità vittime speciali, Lost
- Roberto Gammino in Drew Peterson: l'amore fa impazzire
- Massimo Lodolo in In the Bedroom
- Oreste Baldini in CSI: Miami
- Sergio Di Stefano in CSI - Scena del crimine
- Carlo Scipioni in Mission: Impossible II
- Vittorio De Angelis in The Grudge
- Simone Mori in Vanilla Sky
- Lorenzo Scattorin in The Kiss
- Sergio Luzi in The Zodiac
- Andrea Ward in Criminal Minds
- Alberto Caneva in NCIS - Unità anticrimine
- Danilo De Girolamo in Prison Break
- Stefano Mondini in Human Target
- Claudio Moneta in Law & Order: Criminal Intent
- Stefano Miceli in Burn Notice - Duro a morire
- Christian Iansante in Justified
- Enrico Pallini in Mad Men
- Loris Loddi in American Horror Story: Asylum
- Mauro Gravina in Hawaii Five-0
- Gianluca Machelli in FBI: Most Wanted